# حجبة (الحيمة الخارجية)

تعديل مصدري - تعديل

حجبة هي إحدى قرى عزلة المخلاف بمديرية الحيمة الخارجية التابعة لمحافظة صنعاء، بلغ تعداد سكانها 229 نسمة حسب تعداد اليمن لعام 2004.